# Sylvain L'Espérance
Sylvain L'Espérance est un réalisateur québécois né à Montréal en 1961 connu notamment pour ses documentaires au cinéma direct, tels Un fleuve humain (2006) et Combat au bout de la nuit (2016),,,,.

## Biographie
Sylvain L'Espérance naît en 1961 à Montréal. Diplômé de l'Université Concordia en arts plastiques et en cinéma, il commence sa carrière en filmant Les écarts perdus (1988), un documentaire expérimental combinant vidéo et film Super 8. Le film, qui lui coûte 4 000 $, explore notamment le contraste entre les gestes du travail et les lieux où ils se produisent, et lui vaut une sélection aux Rendez-vous du cinéma québécois, en 1989.
Pendant quatre ans, il travaille dans la coopérative de production Main Film. En 1991, il fonde les Films du tricycle en collaboration avec la productrice Lucie Lambert. La société promeut le documentaire d'auteur. En 1992, il atteint une certaine notoriété avec le documentaire Les printemps incertains, qui propose « une méditation sur le dépérissement des quartiers industriels du sud-ouest de Montréal et sur ce qui s’y joue ».
Il s'emploie à faire du documentaire un cinéma à part entière, et est peu tenté par la fiction. Il dit s'identifier au réalisateur néerlandais Johan van der Keuken, dont le cinéma s'autorise expérimentations et même mise en scène.

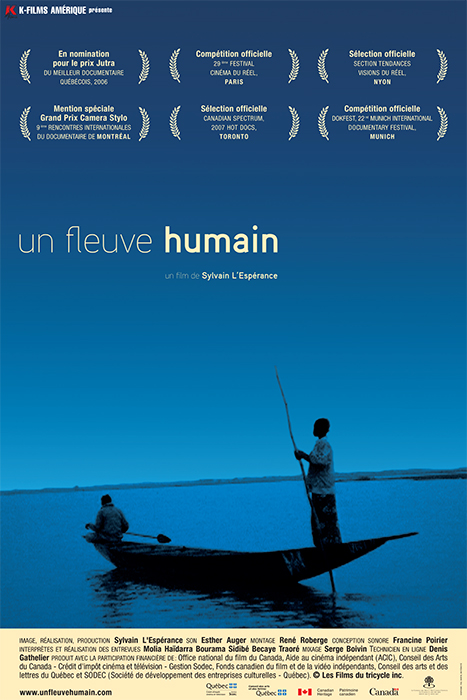
Affiche du film Un fleuve humain (2006).

L'Afrique est un thème récurrent dans son œuvre, qu'il commence d'explorer avec La main invisible tourné en Guinée en 2002. Ses explorations du delta du fleuve Niger donnent les films Un fleuve humain en 2006 puis Intérieurs du delta en 2009, dans lesquels L'Espérance montre entre autres choses comment le delta est confronté à la mondialisation. Intérieurs du delta remporte le prix de la meilleure réalisation pour le film le plus novateur au 51e Festival dei Popoli, à Florence, en 2010. La critique salue notamment comment le réalisateur permet à ses sujets de s'exprimer, et montre comment ceux-ci ne sont pas en marge de la société mais bien au centre de la crise à laquelle le monde fait face.
Il participe aux manifestations étudiantes de 2012, au Québec.
En 2013, Sur le rivage du monde montre la réalité des immigrants clandestins au Mali. Le documentaire vaut à son réalisateur le prix Viktor au Festival du film de Munich.
En 2016, son film-fleuve de presque 5 heures Combat au bout de la nuit donne une voix aux Grecs aux prises avec les difficultés créées par les politiques néolibérales et par la troïka européenne. Le documentaire est diffusé notamment dans la section Panorama de la Berlinale 2017.
Son film expérimental sur la représentation des animaux au cinéma, Animal macula, est primé aux Rencontres internationales du documentaire de Montréal, en 2021.
Dans une entrevue accordée à Champ ContreChamp en 2017, il révèle « S'il y a une chose au cœur de mes intentions, une constante de tous mes films, c'est comment inventer un monde commun, en donnant la parole aux gens pour parler des luttes qu'ils ont vécues. ». Dans Le Devoir, au sujet de Combat au bout de la nuit, il déclare « [...] la meilleure manière de respecter le réel, c’est d’être dans un rapport conflictuel avec lui, de ne pas simplement être témoin attentif, mais actif. ».

## Filmographie
Sylvain L'Espérance a réalisé ou collaboré aux films listés ci-dessous.
- 1988 : Les écarts perdus
- 1992 : Les printemps incertains
- 1995 : Un film de cinéastes (collectif)
- 1996 : Pendant que tombent les arbres
- 1997 : Le temps qu'il fait
- 2002 : La main invisible
- 2006 : Un fleuve humain
- 2009 : Intérieurs du delta
- 2012 : Sur le rivage du monde
- 2014 : Bamako temps suspendu
- 2016 : Combat au bout de la nuit
- 2019 : Le chant d'Empédocle
- 2021 : Animal macula
- 2024 : Archéologie de la lumière